# Willy Van Neste
Willy Van Neste (Zwevezele, 10 maart 1944) is een voormalig Belgisch wielrenner. Hij was beroepsrenner tussen 1966 en 1976, won een rit in de Ronde van Frankrijk en een gele en groene trui.

## Carrière
Willy Van Neste begon te koersen bij de Onderbeginnelingen in 1959. In deze categorie won hij in 1961 het Kampioenschap van Vlaanderen.
Als amateur won Van Neste in 1965 de Ronde van Namen. In 1966 won hij in de Vredeskoers de negende rit en werd hij vierde in de eindstand. Op de Wereldkampioenschappen op de Nürburgring te Duitsland reed hij naar de zesde plek.
Eind augustus 1966 werd Van Neste profrenner. Bij zijn debuut in de Ronde van Frankrijk van 1967 won hij de tweede rit naar Caen. Daarmee veroverde hij ook zowel de gele als groene trui. Met een 5e plaats in de Ronde van Italië in 1968, een 16e plek in de Ronde van Frankrijk in 1970 en winst in de Vierdaagse van Duinkerke in 1970 bewees Van Neste een aardige ronderenner te zijn.
In de klassiekers kwam hij net tekort voor een overwinning. In 1968 forceerde hij in Gent-Wevelgem de uiteindelijke kopgroep van zes renners en eindigde hij als tweede in de sprint achter Walter Godefroot. In 1970 sprintte hij in een verregende editie van de Amstel Gold Race samen met zijn ploeggenoot Georges Pintens om de winst, maar kwam hij net tekort. In de Waalse Pijl van 1972 sprong Van Neste vooruit op 11 kilometer van de aankomst. De renners van Bic en Molteni die hij meekreeg wilden echter niet voor elkaar werken. Hierop kwamen de favorieten terug. In de sprint bergop hoefde Van Neste alleen Eddy Merckx en Raymond Poulidor voor te laten gaan.

## Belangrijkste overwinningen
1965
- Ronde van Namen

1966
- Ardense Pijl
- 9e etappe Vredeskoers

1967
- 2e etappe Ronde van Frankrijk
- 1e etappe Ronde van Catalonië
- GP Fourmies
- Sluitingsprijs Zwevezele

1968
- Omloop der Vlaamse Ardennen

1969
- 2e etappe deel b Ronde van België

1970
- 2e etappe Vierdaagse van Duinkerke
- Eindklassement Vierdaagse van Duinkerke
- Zwevegem

1971
- GP Raf Jonckheere
- De Panne
- Kortrijk

1972
- Kampioenschap van Zürich
- Oostkamp
- Evergem
- Oudenaarde
- Izegem

1973
- Ruddervoorde
- Izenberge
- Keiem-Beerst
- 3e etappe Ster der beloften

1974
- 4e etappe deel b Ronde van de Middellandse Zee
- GP Marcel Kint
- la Crau-Hyères

1976
- Kortemark

## Resultaten in voornaamste wedstrijden
| Jaar | Ronde van Italië | Ronde van Frankrijk | Ronde van Spanje |
| ---- | ---------------- | ------------------- | ---------------- |
| 1967 |                  | opgave (1)          |                  |
| 1968 | 5e               |                     |                  |
| 1969 |                  | opgave              |                  |
| 1970 |                  | 16e                 |                  |
| 1971 |                  | 70e                 |                  |
| 1972 |                  | 33e                 |                  |
| 1973 |                  | opgave              |                  |
| 1974 |                  | 24e                 |                  |
| 1975 |                  |                     | 36e              |
| 1976 |                  |                     | opgave           |

| Jaar | Milaan-San Remo | Gent-Wevelgem | Amstel Gold Race | Luik-Bast.‑Luik | Waalse Pijl | Kuurne-Brussel-Kuurne |  | Wereldranglijsten |
| ---- | --------------- | ------------- | ---------------- | --------------- | ----------- | --------------------- |  | ----------------- |
| 1967 |                 |               | 39e              |                 | 22e         |                       |  |                   |
| 1968 |                 | Zilver        |                  | 9e              | 10e         | 8e                    |  |                   |
| 1969 |                 |               |                  |                 |             |                       |  |                   |
| 1970 |                 |               | ↑                | 28e             |             | 5e                    |  | 22e (SPP)         |
| 1971 |                 |               |                  |                 |             | 7e                    |  |                   |
| 1972 | 81e             | 37e           |                  | 15e             | Brons       |                       |  | 28e (SPP)         |
| 1973 |                 |               |                  |                 |             | 8e                    |  |                   |
| 1974 |                 |               |                  |                 |             |                       |  |                   |
| 1975 |                 |               |                  |                 |             |                       |  |                   |
| 1976 |                 |               | 17e              |                 |             |                       |  |                   |